# Aravissós
Aravissós är en ort i Grekland.   Den ligger i prefekturen Nomós Péllis och regionen Mellersta Makedonien, i den norra delen av landet, 300 km norr om huvudstaden Aten. Aravissós ligger 56 meter över havet och antalet invånare är 1 513.
Terrängen runt Aravissós är varierad. Runt Aravissós är det ganska tätbefolkat, med 120 invånare per kvadratkilometer. Närmaste större samhälle är Giannitsá, 10,6 km sydost om Aravissós. Trakten runt Aravissós består till största delen av jordbruksmark.